# 马含岚
马含岚（1982年—），甘肃东乡人，东乡族，中华人民共和国政治人物、第十一届全国人民代表大会甘肃地区代表。
毕业于西北民族大学汉语言专业。东乡县旅游局官员。2008年起担任全国人大代表。